# 21 cm Mörser 18
A 21 cm Mörser 18 (rövidítve 21 cm Mrs. 18 vagy 21 cm Mrs 18, magyarul 21 cm-es mozsárágyú 18) egy német nehéz mozsárágyú volt, melyet a második világháború alatt használtak önálló tüzérségi zászlóaljakban és ütegekben. Egy bizonyos mennyiség partvédelmi tüzérségi egységben is szolgált.

## Tervezet és történet

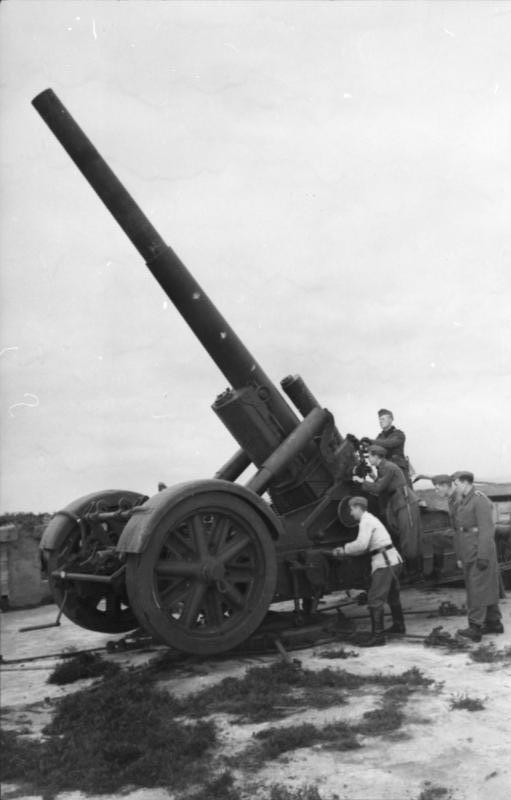
Egy Mrs 18 partvédelmi feladatkör betöltése közben Norvégiában

Az Mrs 18 löveget az elavult első világháborús 21 cm Mrs 16 felváltására tervezték. Amíg a löveg terveze nem tartalmazott semmi innovatívat, ez nem volt jellemző a futóműre. Ez volt az első fegyverek egyike, hanem az első nagy mennyiségben gyártott, amely az érdekes kettős hátrasikló rendszert használta. A lövegcső a normális módon siklott hátra a bölcsőjében, de ezen felül a futómű teljes felső része, amely a lövegcsövet és annak bölcsőjét szállította, a futómű fő részén keresztül hátrasiklott. Ez a rendszer letompította a hátraható erőket, így egy nagyon stabil tüzelési platformot eredményezett. Ezt a fajta futóművet használták a 17 cm Kanone 18 in Mörserlafette és a 15 cm Schnelladekanone C/28 in Mörserlafette lövegekhez.
Az Mrs 18 egy hatalmas fegyver volt, amelyet két részre bontva szállítottak, ahogyan azt a nagy fegyvereknél általában szokták. Szállításnál a lövegcsövet egy külön vontatón húzták. A futómű egy beépített tüzelési platformot is szállított, amit leeresztettek a földre, mikor tüzeléshez készítették elő a löveget. A kerekeket ekkor felhúzták a földről, ekkor volt kész a fegyver a tüzelésre. Egy hátsó támasztó önbeálló-kereket használtak a löveg hátsó részének emelésére, amikor a löveg oldalirányzéka által biztosított 16° kevés volt.
Az Mrs 18 löveg alacsony darabszámban lépett gyártásba röviddel a háború kitörése előtt. A németek törölték a gyártást 1942-ben, mert a löveg kistestvére, a 17 cm Kanone 18 in Mörserlafette löveget kezdték gyártani, amely közel kétszer olyan messze tudott lőni, de 1943-ban mégis folytatták a gyártást.

## Fordítás
- Ez a szócikk részben vagy egészben  a(z)   21 cm Mörser 18 című angol Wikipédia-szócikk ezen változatának fordításán alapul.  Az eredeti cikk szerkesztőit annak laptörténete sorolja fel. Ez a jelzés csupán a megfogalmazás eredetét és a szerzői jogokat jelzi, nem szolgál a cikkben szereplő információk forrásmegjelöléseként.